# Озерки (Новосибирская область)
Озерки — посёлок в Искитимском районе Новосибирской области. Входит в состав Быстровского сельсовета.

## География
Площадь посёлка — 121 гектар

## Население
| 2002 | 2007 | 2010 |
| ---- | ---- | ---- |
| 174  | ↗248 | ↘113 |

## Инфраструктура
В посёлке по данным на 2007 год функционируют 1 учреждение здравоохранения, 1 образовательное учреждение.